# Jimmy Murrison
Jimmy Murrison (* 8. listopadu 1964 Aberdeen, Skotsko) je skotský kytarista, člen skupiny Nazareth.
Dříve než v roce 1994 přijal pozvání do skupiny Nazareth, aby tam nahradil Billy Rankina a stal se stálým sólovým kytaristou, hrál se skupinou 'Trouble in Doggieland' (ve které mu byl kolegou Lee Agnew, syn Pete Agnewa).
Se skupinou Nazareth nahrál alba Boogaloo (1998), The Very Best of Nazareth (2001), Homecoming (2002), Alive & Kicking (2003), Maximum XS: The Essential Nazareth (2004), Golden Hits Nazareth (2004), Live in Brazil (2007), The Newz (2008), Big Dogz (2011) a Rock 'n' Roll Telephone (2014).
Murrison je ve skupině nejdéle sloužícím kytaristou, když překonal zakládajícího člena skupiny Manny Charltona, který jako sólový kytarista ve skupině působil v letech 1968-1990.